# Rába Roland
Rába Roland (Tatabánya, 1974. november 4. –) Jászai Mari-díjas magyar színész, rendező, egyetemi tanár.

## Életpályája
Az 1993-as Ki mit tud? döntőjében tűnt fel először versmondással. 1998-ban végzett a Színház- és Filmművészeti Főiskolán, Zsámbéki Gábor osztályában. Először az Arany János Színház stúdiósa volt. 1997–2002 között a Katona József Színházhoz szerződött. 2002–2008 között a Krétakör Színház tagja volt. 2008-ban a Nemzeti Színházhoz szegődött. 2012-től szabadfoglalkozású.
A Színház- és Filmművészeti Egyetem színészmesterség és beszédtechnika tanára, mellette osztályvezető is.

## Színházi szerepei
A Színházi adattárban regisztrált bemutatóinak száma: színész-50, rendező-8.
1998–2002:
- Innocent (Yvonne, burgundi hercegnő, r. Zsámbéki Gábor, Katona József Színház)
- Sanyika (Alulról az ibolyát!, r. Schilling Árpád, Katona József Színház)
- Nae Catavencu (Az elveszett levél, r. Zsámbéki Gábor, Katona József Színház)
- Oresztész (Oreszteia, r. Réczei Tamás, Győri Nemzeti Színház)
- Tartuffe (Tartuffe, r. Zsámbéki Gábor, Katona József Színház)
- Pentheusz (Bakkhánsnők, r. Zsótér Sándor, Katona József Színház, Kamra)

2002–2008:
- Herceg (Szerelem, vagy amit akartok)
- Berkovics, Rendőr (Liliom)
- Valerio (Leonce és Léna)
- Fehér (Hazámhazám)
- Werner (A hideg gyermek)
- Célimene (Mizantróp)
- RÁBAroland (FEKETEország, r.: Schilling Árpád)
- Hagen (A Nibelung-lakópark, r.: Mundruczó Kornél)
- Schürzinger (Kasimir és Karoline, r.: Wulf Twiehaus)
- A jég
- hamlet.ws
- Tiborc, paraszt (Bánk-bán, r.: Zsótér Sándor )
- Gomböntő (Peer Gynt, r.: Zsótér Sándor)

2008–:
- After the End (Zsákutca): Mark (Merlin)
- Oresztész: Oresztész (Nemzeti Színház)
- A park: Cyprian (Nemzeti Színház)
- Lear: Edmund (Nemzeti Színház)
- Pánik: Marci (Nemzeti Színház)
- A jég: Parvaz / Szavva (Nemzeti Színház)

### Rendezései
- Pánik (Nemzeti Színház, 2009)
- Mein Kampf (Harcom) (Nemzeti Színház, 2010)
- Jó estét nyár, jó estét szerelem (Nemzeti Színház, 2010)
- Yerma (Radnóti Színház, 2011)

## Filmszerepei
- Hunyadi (2025)
- Lepattanó (2024)
- Háromezer számozott darab (2023)
- A mi kis falunk (2019–)
- Egynyári kaland (2019)
- Paraziták a Paradicsomban (2018)
- Drakulics elvtárs (2018)
- Parkoló (2014)
- Isteni műszak (2013)
- Köntörfalak (2009)
- Tell Your Children (2009)
- A Nibelung-lakópark (2009)
- Hajónapló (2009) (TV-műsor)
- Állomás (2008)
- Hazámhazám (2007)
- Lányok (2007)
- Ópium – Egy elmebeteg nő naplója (2007)
- Ede megevé ebédem (2006)
- Kivégzés (2005)
- Antik (2004)
- Hat emelet tiszta üveg (2004)
- Határontúl (2003)
- Kelj fel, komám, ne aludjál! (2002)
- Utolsó vacsora az Arabs Szürkénél (2000)
- Kisváros (2000)
- Nincsen nekem vágyam semmi (1999)
- Valaki kopog (1999)

## Szinkronhang szereplései

### Sorozatbeli szinkronszerepek
- 24: Chase Edmunds
- A főnök: Detective Julio Sanchez
- A Grace klinika: Denny Duquette
- A nagy pénzrablás: Palermo (Rodrigo de la Serna)
- A prófécia: David Perisse
- Az utca törvénye: Miguel Mendez
- Csernobil: Anatolij Szitnyikov
- Gomorra: Gennaro Savastano
- Ki vagy, doki?: A Mester
- Kilenc túsz: Lucas Dalton
- Kutyaszorítóban: Mr. Mouse
- Shark – Törvényszéki ragadozó: Casey Woodland
- Sue Thomas FBI: Dimitrius Gans
- Titkok: Daniel Devaux
- Monty Python Repülő Cirkusza – Eric Idle
- Banshee-Job

### Filmbeli szinkronszerepek
- A Ravasz, az Agy és két füstölgő puskacső: Winston
- Blöff: Sol
- Csillagpor: Tertius
- Brüno: Brüno Gehard
- Jay és Néma Bob visszavág: Jay
- Star Trek – Nemezis: Shinzon
- Torrente, a törvény két balkeze – Rafi
- Doctor Strange – Kaecilius

### Rajzfilmsorozatbeli szinkronszerepek
- South Park – Tweek Tweak
- Szamuráj Jack - Jack
- Bleach – Icsimaru Gin
- Ben 10 (2016) – Óriásszaurusz

### Filmek, sorozatok
- Overnight (2007)
- Szabadság, szerelem (2006)
- Ede megevé ebédem (2006)
- 2005 káosz (2006)
- Kivégzés (2006)
- Antik (2005)
- Hatemelet tiszta üveg (2005)
- A Mohácsi vész (2004)
- Határontúl (2004)
- Szent Iván Napja (2003)
- Utolsó vacsora az Arabs Szürkénél (2001)
- Vityebszk felett (2001)
- Nincsen nekem vágyam semmi (2000)
- „Valaki kopog”

## Díjai
- Legjobb férfi főszereplő díja – Mediawave fesztivál (Nincsen nekem vágyam semmi)
- New York-i Rövidfilmfesztivál – „Legjobb Férfi Főszereplő” (Hat emelet tiszta üveg)
- Jászai Mari-díj (2007)
- Fehér György-díj (2011)
- Gábor Miklós-díj (2012)